# Carl Heyer

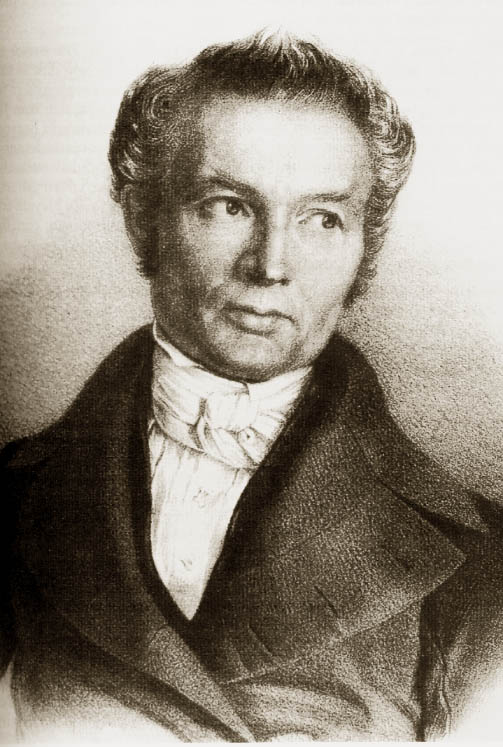
Carl Heyer

Carl Justus Heyer, född 9 april 1797 i Bessunger Forsthaus, Darmstadt, död 14 augusti 1856 i Giessen, var en tysk skogsman; far till Gustav Heyer.
Heyer var professor i forstvetenskap i Giessen. Han författade bland annat Waldertragsregelung (1841; tredje upplagan 1883), Hauptmethoden der Waldertragsregelung (1848) och Waldbau oder die Forstproduktenzucht (1854; fjärde upplagan utgiven av Richard Heß 1891-1893).